# Tréville (Aude)
Pour les articles homonymes, voir Tréville.
Tréville  est une commune française située dans le nord-ouest du département de l'Aude, en région Occitanie.
Sur le plan historique et culturel, la commune fait partie du Lauragais, l'ancien « Pays de Cocagne », lié à la fois à la culture du pastel et à l’abondance des productions, et de « grenier à blé du Languedoc ». Exposée à un climat méditerranéen, elle est drainée par divers petits cours d'eau. La commune possède un patrimoine naturel remarquable composé d'une zone naturelle d'intérêt écologique, faunistique et floristique.
Tréville est une commune rurale qui compte 109 habitants en 2022, après avoir connu un pic de population de 266 habitants en 1831. Elle fait partie de l'aire d'attraction de Castelnaudary. Ses habitants sont appelés les Trévillais ou  Trévillaises.

## Géographie
Commune de l'aire urbaine de Castelnaudary (au nord de cette ville) située dans le Lauragais audois. Elle appartient au canton de Castelnaudary et à l'arrondissement de Carcassonne.
Les grandes villes les plus proches sont : Castelnaudary (8 km), Revel (13 km), Castres (40 km), Carcassonne (45 km) et Toulouse (64 km).

### Communes limitrophes
Les communes limitrophes sont  Issel, La Pomarède, Peyrens et Puginier.
|          | La Pomarède | Labécède-Lauragais (par un quadripoint) |
| Puginier | Tréville    | Issel                                   |
|          | Peyrens     |                                         |

### Hydrographie
La commune est dans la région hydrographique « Côtiers méditerranéens », au sein du bassin hydrographique Rhône-Méditerranée-Corse. Elle est drainée par la Ramejeanne, le ruisseau de la Caune et le ruisseau de Plaisance, qui constituent un réseau hydrographique de 6 km de longueur totale,.

### Climat
Pour des articles plus généraux, voir Climat de l'Occitanie et Climat de l'Aude.
En 2010, le climat de la commune est de type climat du Bassin du Sud-Ouest, selon une étude s'appuyant sur une série de données couvrant la période 1971-2000. En 2020, Météo-France publie une typologie des climats de la France métropolitaine dans laquelle la commune est exposée à un climat océanique altéré et est dans la région climatique Aquitaine, Gascogne, caractérisée par une pluviométrie abondante au printemps, modérée en automne, un faible ensoleillement au printemps, un été chaud (19,5 °C), des vents faibles, des brouillards fréquents en automne et en hiver et des orages fréquents en été (15 à 20 jours).
Pour la période 1971-2000, la température annuelle moyenne est de 13,2 °C, avec une amplitude thermique annuelle de 15,7 °C. Le cumul annuel moyen de précipitations est de 792 mm, avec 10,1 jours de précipitations en janvier et 5,4 jours en juillet. Pour la période 1991-2020, la température moyenne annuelle observée sur la station météorologique la plus proche, située sur la commune de Labécède-Lauragais à 4 km à vol d'oiseau, est de 13,2 °C et le cumul annuel moyen de précipitations est de 881,2 mm,. Pour l'avenir, les paramètres climatiques de la commune estimés pour 2050 selon différents scénarios d'émission de gaz à effet de serre sont consultables sur un site dédié publié par Météo-France en novembre 2022.

### Milieux naturels et biodiversité

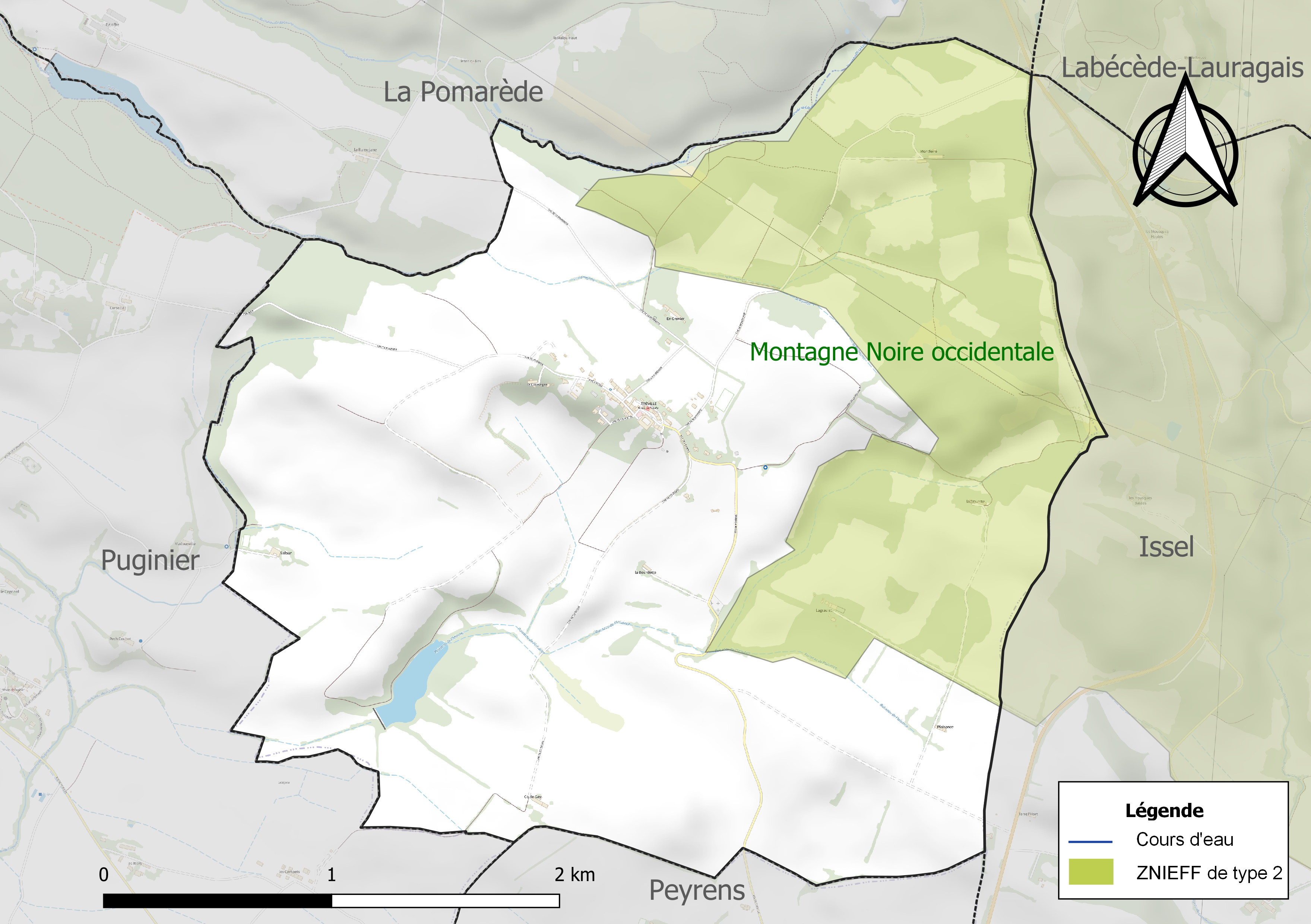
Carte de la ZNIEFF de type 2 localisée sur la commune.

L’inventaire des zones naturelles d'intérêt écologique, faunistique et floristique (ZNIEFF) a pour objectif de réaliser une couverture des zones les plus intéressantes sur le plan écologique, essentiellement dans la perspective d’améliorer la connaissance du patrimoine naturel national et de fournir aux différents décideurs un outil d’aide à la prise en compte de l’environnement dans l’aménagement du territoire.
Une ZNIEFF de type 2 est recensée sur la commune :
la « montagne Noire occidentale » (24 257 ha), couvrant 26 communes dont 25 dans l'Aude et 1 dans le Tarn.

## Urbanisme

### Typologie
Au 1er janvier 2024, Tréville est catégorisée commune rurale à habitat dispersé, selon la nouvelle grille communale de densité à 7 niveaux définie par l'Insee en 2022.
Elle est située hors unité urbaine. Par ailleurs la commune fait partie de l'aire d'attraction de Castelnaudary, dont elle est une commune de la couronne,. Cette aire, qui regroupe 34 communes, est catégorisée dans les aires de moins de 50 000 habitants,.

### Occupation des sols
L'occupation des sols de la commune, telle qu'elle ressort de la base de données européenne d’occupation biophysique des sols Corine Land Cover (CLC), est marquée par l'importance des territoires agricoles (80,9 % en 2018), en augmentation par rapport à 1990 (78 %). La répartition détaillée en 2018 est la suivante : 
terres arables (78 %), forêts (19,1 %), prairies (2,8 %). L'évolution de l’occupation des sols de la commune et de ses infrastructures peut être observée sur les différentes représentations cartographiques du territoire : la carte de Cassini (XVIIIe siècle), la carte d'état-major (1820-1866) et les cartes ou photos aériennes de l'IGN pour la période actuelle (1950 à aujourd'hui).

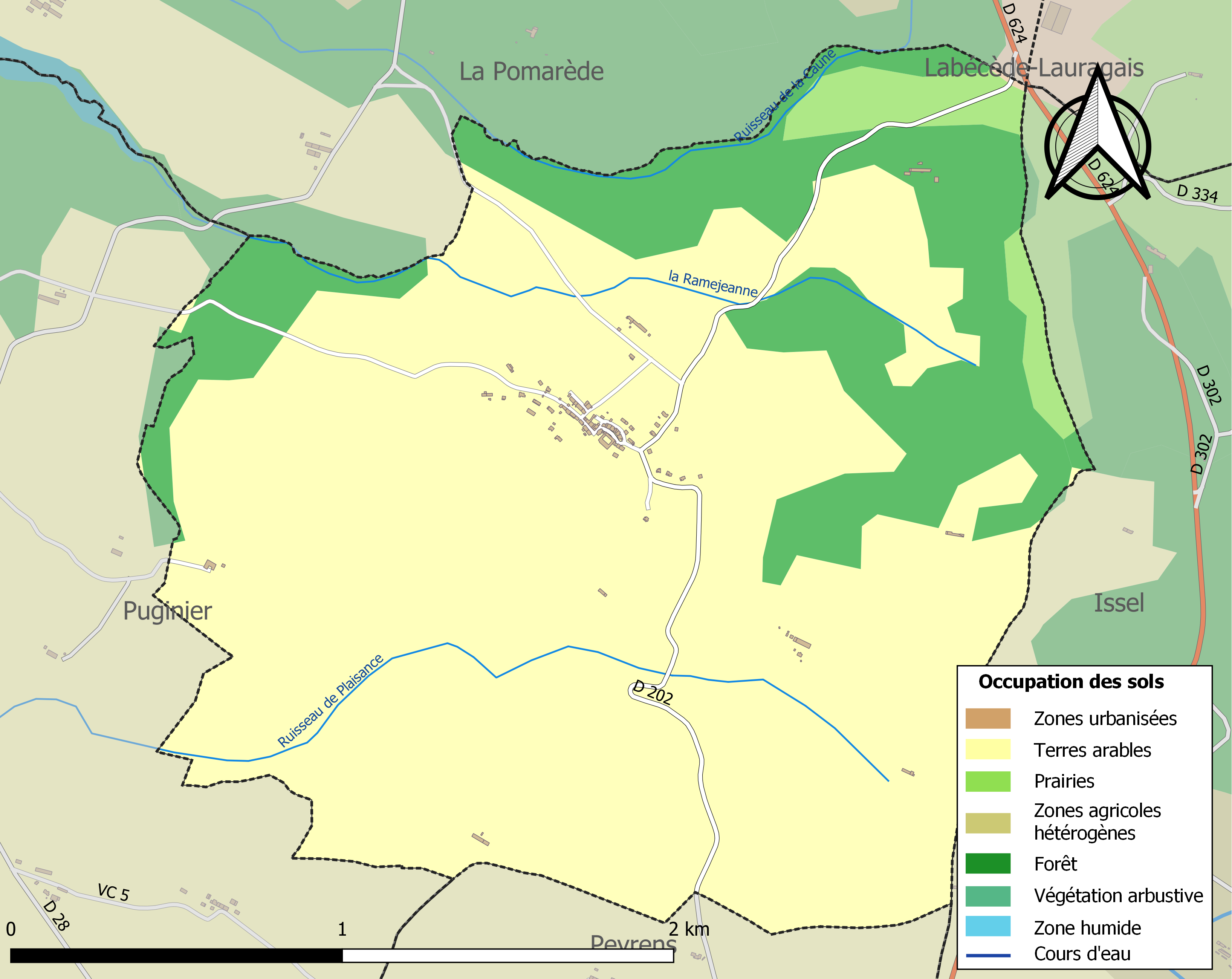
Carte des infrastructures et de l'occupation des sols de la commune en 2018 (CLC).

### Risques majeurs
Le territoire de la commune de Tréville est vulnérable à différents aléas naturels : météorologiques (tempête, orage, neige, grand froid, canicule ou sécheresse) et séisme (sismicité très faible). Un site publié par le BRGM permet d'évaluer simplement et rapidement les risques d'un bien localisé soit par son adresse soit par le numéro de sa parcelle.
Le retrait-gonflement des sols argileux est susceptible d'engendrer des dommages importants aux bâtiments en cas d’alternance de périodes de sécheresse et de pluie. La totalité de la commune est en aléa moyen ou fort (75,2 % au niveau départemental et 48,5 % au niveau national). Sur les 60 bâtiments dénombrés sur la commune en 2019, 60 sont en aléa moyen ou fort, soit 100 %, à comparer aux 94 % au niveau départemental et 54 % au niveau national. Une cartographie de l'exposition du territoire national au retrait gonflement des sols argileux est disponible sur le site du BRGM,.

## Histoire
L’histoire de Tréville plonge ses racines dans le haut Moyen Âge du Lauragais, alors qu'il était une bastide fortifiée dès le XIIe siècle. De cette époque subsiste l’église, ancienne chapelle du château, et une partie de la courtine sur laquelle s’appuient les communs du château actuel.

La seigneurie de Tréville fut possédée par :
- La famille de Rigaud de Vaudreuil aux XIVe et XVe siècles ;
- Géraud d’Amiel, capitoul de Toulouse et seigneur d’Airoux, a épousé Jeanne de Rigaud de Vaudreuil à la fin du XVe siècle, qui apporta en dot la seigneurie de Tréville à son époux ;
- Marc-Guillaume de Bedos, seigneur de Pechdoffieu, épousa au XVIe siècle Claire d’Amiel qui apporta en dot Tréville ;
- Grégoire de Calouin, fils du seigneur de Montalivet (le château de Montalivet se trouve près de Villasavary) et de La Calouiniere, épousa le 1er août 1659 Jeanne de Bedos, fille du seigneur de Tréville. (La famille Calouin de Tréville fut titrée vicomte par ordonnance royale du 6 décembre 1814).

## Politique et administration

### Liste des maires
| Période                                  | Période | Identité          | Étiquette | Qualité |
| ---------------------------------------- | ------- | ----------------- | --------- | ------- |
| avant 1981                               | ?       | Guy Papais        |           |         |
| mars 2001                                | 2008    | Jacky Calmes      |           |         |
| mars 2008                                |         | Danièle Thomas    | SE        | Médecin |
| En cours                                 | 2026    | Véronique Corroir |           |         |
| Les données manquantes sont à compléter. |         |                   |           |         |

## Démographie
| 1793 | 1800 | 1806 | 1821 | 1831 | 1836 | 1841 | 1846 | 1851 |
| ---- | ---- | ---- | ---- | ---- | ---- | ---- | ---- | ---- |
| 206  | 202  | 205  | 247  | 266  | 220  | 247  | 258  | 251  |

| 1856 | 1861 | 1866 | 1872 | 1876 | 1881 | 1886 | 1891 | 1896 |
| ---- | ---- | ---- | ---- | ---- | ---- | ---- | ---- | ---- |
| 253  | 259  | 240  | 223  | 216  | 211  | 200  | 180  | 173  |

| 1901 | 1906 | 1911 | 1921 | 1926 | 1931 | 1936 | 1946 | 1954 |
| ---- | ---- | ---- | ---- | ---- | ---- | ---- | ---- | ---- |
| 159  | 177  | 192  | 158  | 150  | 140  | 127  | 129  | 113  |

| 1962 | 1968 | 1975 | 1982 | 1990 | 1999 | 2006 | 2008 | 2013 |
| ---- | ---- | ---- | ---- | ---- | ---- | ---- | ---- | ---- |
| 105  | 76   | 76   | 80   | 91   | 117  | 112  | 111  | 102  |

| 2018 | 2022 | - | - | - | - | - | - | - |
| ---- | ---- | - | - | - | - | - | - | - |
| 106  | 109  | - | - | - | - | - | - | - |

## Économie

### Emploi
| Division       | 2008   | 2013   | 2018   |
| -------------- | ------ | ------ | ------ |
| Commune        | 2,6 %  | 9,7 %  | 13,4 % |
| Département    | 10,2 % | 12,8 % | 12,6 % |
| France entière | 8,3 %  | 10 %   | 10 %   |

En 2018, la population âgée de 15 à 64 ans s'élève à 67 personnes, parmi lesquelles on compte 79,1 % d'actifs (65,7 % ayant un emploi et 13,4 % de chômeurs) et 20,9 % d'inactifs,. En  2018, le taux de chômage communal (au sens du recensement) des 15-64 ans est supérieur à celui du département et de la France, alors qu'en 2008 la situation était inverse.
La commune fait partie de la couronne de l'aire d'attraction de Castelnaudary, du fait qu'au moins 15 % des actifs travaillent dans le pôle,. Elle compte 10 emplois en 2018, contre 14 en 2013 et 22 en 2008. Le nombre d'actifs ayant un emploi résidant dans la commune est de 46, soit un indicateur de concentration d'emploi de 21,5 % et un taux d'activité parmi les 15 ans ou plus de 62,5 %.
Sur ces 46 actifs de 15 ans ou plus ayant un emploi, 7 travaillent dans la commune, soit 15 % des habitants. Pour se rendre au travail, 89,1 % des habitants utilisent un véhicule personnel ou de fonction à quatre roues, 4,3 % les transports en commun, 2,2 % s'y rendent en deux-roues, à vélo ou à pied et 4,3 % n'ont pas besoin de transport (travail au domicile).

### Activités hors agriculture
9 établissements sont implantés  à Tréville au 31 décembre 2019.
Le secteur de l'administration publique, l'enseignement, la santé humaine et l'action sociale est prépondérant sur la commune puisqu'il représente 22,2 % du nombre total d'établissements de la commune (2 sur les 9 entreprises implantées  à Tréville), contre 13,2 % au niveau départemental.

### Agriculture
|               | 1988 | 2000 | 2010 | 2020 |
| ------------- | ---- | ---- | ---- | ---- |
| Exploitations | 6    | 7    | 5    | 5    |
| SAU (ha)      | 182  | 276  | 158  | 81   |

La commune est dans le Lauragais, une petite région agricole occupant le nord-ouest du département de l'Aude,. En 2020, l'orientation technico-économique de l'agriculture  sur la commune est la culture de céréales et/ou d'oléoprotéagineuses. Cinq exploitations agricoles ayant leur siège dans la commune sont dénombrées lors du recensement agricole de 2020 (six en 1988). La superficie agricole utilisée est de 81 ha,,.

## Culture locale et patrimoine

### Lieux et monuments
- Château de Tréville (XIIe - XVIIe). La bâtisse actuelle a perdu ses tours lors de sa reconstruction au XVIIe siècle. Restes partiels de l'enceinte médiévale.
- Église Saint-Pierre-et-Saint-Paul (XIIe siècle).
- Pigeonnier du XVIIe.
- Monument aux morts de Tréville[27].

### Héraldique
| Blason de Tréville | Blason  | De gueules à trois roses d'argent. |
| Blason de Tréville | Détails | Ce blason évoque celui des seigneurs du lieu (à trois quintefeuilles d'argent), et est enregistré sur l'Armorial général de D'Hozier. Le statut officiel du blason reste à déterminer. |